# André De Beul
André Gustaaf Malvina De Beul (Lokeren, 13 januari 1938 - Wilrijk, 6 april 2011) was een Belgisch politicus voor de Volksunie.

## Levensloop
Hij werd actief bij de Vlaamse Beweging tijdens zijn middelbare studies aan het Sint-Lievenscollege in Antwerpen en door zijn engagement bij het Vlaams Verbond van Katholieke Scouts. Na zijn studies in 1957 werd hij lid van de Wilrijkse afdeling van de Volksunie. Van 1965 tot 1982 was hij voor de partij gemeenteraadslid in zijn woonplaats Wilrijk.
De Beul zetelde voor het arrondissement Antwerpen als volksvertegenwoordiger in de Kamer van 7 november 1971 tot 13 december 1987, waarna hij aansluitend als senator het arrondissement Antwerpen vertegenwoordigde tot 17 oktober 1991. Hij was secretaris van de kamer van 1977 tot 1982 en een van de pleitbezorgers voor het doorbreken van het monopolie van de openbare omroep. Ook verwierf hij veel gezag door zijn dossierkennis en werkkracht, vooral inzake thema's zoals cultuur en media. In 1982 pleitte hij ervoor om de nakende gemeentefusie van Antwerpen af te blazen.
In de periode december 1971-oktober 1980 zetelde hij als gevolg van het toen bestaande dubbelmandaat ook in de Cultuurraad voor de Nederlandse Cultuurgemeenschap, die op 7 december 1971 werd geïnstalleerd. Vanaf 21 oktober 1980 tot november 1991 was hij lid van de Vlaamse Raad, de opvolger van de Cultuurraad en de voorloper van het huidige Vlaams Parlement. Van december 1981 tot november 1991 maakte hij als vierde ondervoorzitter deel uit van het Bureau (dagelijks bestuur) van de Vlaamse Raad, waarna hem op 10 december 1991 de titel van ereondervoorzitter werd toegekend.
Op 6 juni 1990 ontving De Beul als eerste politicus de Arkprijs van het Vrije Woord voor zijn politieke moed. Samen met onder meer Nelly Maes leverde hij een jarenlange strijd tegen de strafrechtelijke vervolging van abortus. Door dit na te streven kwam hij aan het einde van zijn politieke loopbaan in conflict met Volksunie-partijvoorzitter Jaak Gabriëls, die wilde dat alle VU-parlementsleden tegen de abortuswet van 1990 stemden. Na zijn politieke loopbaan was hij van 1992 tot 1998 algemeen voorzitter van het Algemeen-Nederlands Verbond.
Bij de oprichting van de N-VA was De Beul een van de Volksunieparlementairen die zijn steun aan de nieuwe partij betuigde. Na zijn overlijden werd De Beul gecremeerd en uitgestrooid op de strooiweide van het Schoonselhof.